# Antero Vieira da Cunha
Antero Vieira da Cunha, primeiro e único barão do Araripe, (Pernambuco, 1837 — Recife, 2 de agosto de 1905) foi um militar e produtor sucroalcooleiro brasileiro, tendo sido tenente-coronel da Guarda Nacional e proprietário de diversos engenhos na região de Recife.
Filho de João Vieira da Cunha e de Maria das Neves Carneiro, foi irmão mais velho do barão de Itapiçuma. Casou-se com sua prima Antônia de Morais Vieira da Cunha.

## Título nobiliárquico
Barão do Araripe

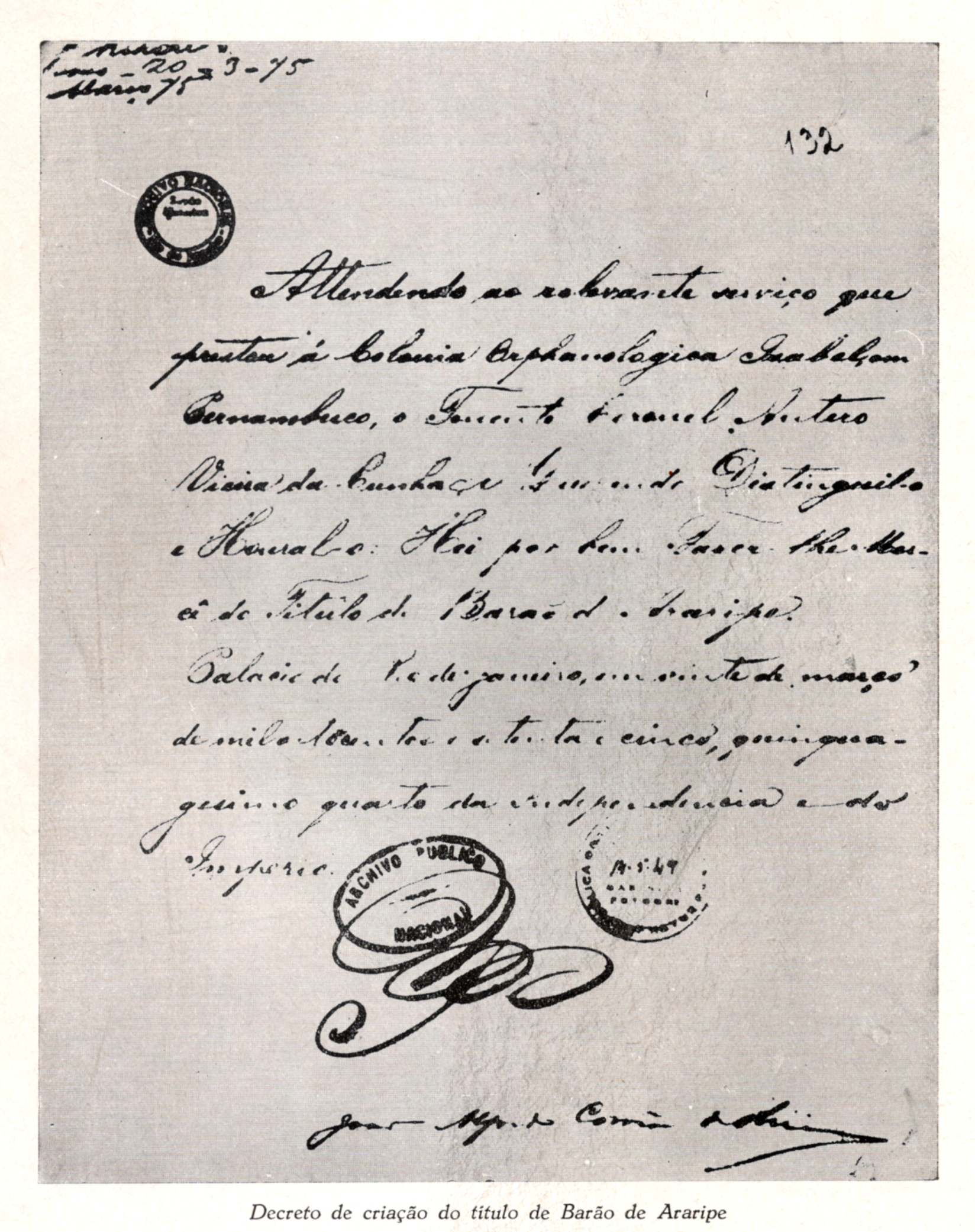
Decreto de criação da baronia de Araripe conferido a Antero Vieira em 1875.

Título conferido por decreto imperial em 20 de março de 1875 pelos préstimos do nobre à Colônia Orfanológica Isabel. Faz referência à Serra do Araripe, que compõe divisa setentrional entre Pernambuco e Ceará. Em tupi, significa rio dos araras, em referência ao rio homônimo, que corta a região próxima à Serra. Eis a transcrição da literatura do decreto imperial que criou a referida titulação: 
"Atendendo ao relevante serviço que prestou à Colônia Orfanológica Isabel, em Pernambuco, o tenente-coronel Antero Vieira da Cunha; e querendo distingui-lo e honrá-lo: hei por bem fazer-lhe mercê do título de barão de Araripe.
Palácio do Rio de Janeiro, em vinte de março de mil oitocentos e setenta e cinco, quinquagésimo quarto da Independência e do Império. 
(Assinados)
(rubrica do imperador), e João Alfredo Correia de Oliveira”.